# Luchthaven Banjul Internationaal
Luchthaven Banjul Internationaal (IATA: BJL, ICAO: GBYD), ook bekend als Luchthaven Yandum Internationaal is een internationale luchthaven bij Banjul, de hoofdstad van Gambia.
In 2004 bediende de luchthaven 310.719 passagiers. In 2011 was dit licht gestegen tot 318.240 passagiers.
Banjul is geselecteerd om in geval van nood bij een van de NASA Space shuttles als alternatieve landingsplaats te dienen.
Brussels Airlines heeft een dagelijkse vlucht naar de luchthaven. Vanaf Schiphol wordt er door Corendon Dutch Airlines, Transavia en TUI fly naar Banjul gevlogen.

## Omgeving
De luchthaven is relatief klein. De ingang bestaat uit 10 incheckterminals. Na de paspoortcontrole komt men terecht in de lobby, die bestaat uit één ruimte met enkele winkels. Op de tweede verdieping bevindt zich de VIP-lounge, waar men voor een bedrag van 690 dalasi (ongeveer € 17,50) onbeperkt kan eten en drinken. Men bereikt de vliegtuigen door middel van bussen.
De start- en landingsbaan bestaat uit één enkele strook, waarop zich aan het einde een rotonde bevindt. Bij vertrek dient het vliegtuig naar het begin van de baan te taxiën en via de rotonde in omgekeerde richting op te stijgen. Bij aankomst landt het vliegtuig op deze zelfde baan en taxiet hij via de rotonde over dezelfde weg naar de luchthaven. Bij de rotonde aan het einde van de baan bevinden zich enkele oude vliegtuigen, die geen nooddeuren meer hebben.
Vanaf eind 2010 dienen vertrekkende passagiers 20 euro te betalen voor luchthavenontwikkeling, met uitzondering van overstappers en baby's.

## Luchtvaartmaatschappijen en bestemmingen
- Arik Air - Dakar, Freetown, Lagos
- Brussels Airlines - Brussel
- Elysian Airlines - Conakry, Freetown
- Ethiopian Airlines (uitgevoerd door ASKY Airlines) - Abidjan, Accra, Dakar, Lomé
- Royal Air Maroc - Casablanca, Conakry
- Sénégal Airlines - Dakar
- TACV Freetown, Praia

Charter:
- TUI fly - Amsterdam
- Corendon Dutch Airlines - Amsterdam
- Mahfooz Aviation - Bissau, Dakar
- Neos - Milaan-Malpensa
- Transavia - Amsterdam
- Thomas Cook Airlines - Birmingham, East Midlands, Glasgow-International, Londen-Gatwick, Manchester
- Thomas Cook Airlines Scandinavia - Copenhagen, Oslo-Gardermoen, Stockholm-Arlanda